# Pleopeltis disjuncta
Pleopeltis disjuncta är en stensöteväxtart som beskrevs av M. Kessler och A. R. Sm. Pleopeltis disjuncta ingår i släktet Pleopeltis och familjen Polypodiaceae. Inga underarter finns listade.